# Marquesado de Estella
El marquesado de Estella es el título nobiliario español que el rey Alfonso XII de España concedió por real decreto del 25 de mayo de 1877 al capitán general del ejército Fernando Primo de Rivera y Sobremonte, i conde de San Fernando de la Unión. El 11 de octubre de 1923 el rey Alfonso XIII de España le otorgó la grandeza de España a favor de su presidente del Consejo de Ministros Miguel Primo de Rivera y Orbaneja.

## Denominación
Su nombre se refiere al municipio navarro de Estella, donde el general entabló batalla con las fuerzas carlistas.

## Marqueses de Estella
| Titular                  | Titular                                         | Periodo                  |
| Creación por Alfonso XII | Creación por Alfonso XII                        | Creación por Alfonso XII |
| ------------------------ | ----------------------------------------------- | ------------------------ |
| i                        | Fernando Primo de Rivera y Sobremonte           | 1877-1921                |
| ii                       | Miguel Primo de Rivera y Orbaneja               | 1921-1930                |
| iii                      | José Antonio Primo de Rivera y Sáenz de Heredia | 1931-1936                |
| iv                       | Miguel Primo de Rivera y Sáenz de Heredia       | 1936/1956-1964           |
| v                        | Miguel Primo de Rivera y Urquijo                | 1965-1973                |
| vi                       | Fernando María Primo de Rivera y Oriol          | 1973-actual titular      |

## Historia de los marqueses de Estella
- Fernando Primo de Rivera y Sobremonte (1831-1921), i marqués de Estella,[2] i conde de San Fernando de la Unión, capitán general de los ejércitos, senador del reino, ministro de guerra y caballero de la Orden del Toisón de Oro.[1]

Escudo de Miguel Primo de Rivera y Orbaneja, II marqués de Estella.

Casó el 1 de junio de 1857 con María del Pilar Arias-Quiroga y Escalera. Sin descendientes. En 12 de septiembre de 1921, le sucedió su sobrino, hijo de su hermano Miguel Primo de Rivera y Sobremonte que había casado con Inés de Orbaneja y Pérez de Grandallana:
- Miguel Primo de Rivera y Orbaneja (1870-1930), ii marqués de Estella.[2]

Casó el 16 de julio de 1902 con Casilda Sáenz de Heredia y Suárez de Argudín. En 26 de febrero de 1931. le sucedió su hijo:
- José Antonio Primo de Rivera y Sáenz de Heredia (1903-1936), iii marqués de Estella,[2] i duque de Primo de Rivera (concedido, en 1948, a título póstumo). Soltero y sin descendientes, en 21 de diciembre de 1956, le sucedió su hermano:[1]

- Miguel Primo de Rivera y Sáenz de Heredia (1904-1964), iv marqués de Estella,[2] ii duque de Primo de Rivera.

Casó con Margarita Larios y Fernández de Villavicencio. Sin descendientes, em 30 de abril de 1965, le sucedió su sobrino, hijo de su hermano Fernando Primo de Rivera y Sáenz de Heredia, que había casado con María del Rosario de Urquijo y Federico:
- Miguel Primo de Rivera y Urquijo (1934-2018), v marqués de Estella,[2][3] iii duque de Primo de Rivera.

Casó en primeras nupcias con María de Oriol y Díaz de Bustamante y en segundas con María de los Reyes Martínez-Bordiú y Ochoa. En 5 de enero de 1973, por cesión, le sucedió su hijo del primer matrimonio:
- Fernando María Primo de Rivera y Oriol, (n. 1962), vi marqués de Estella,[2][4] iv duque de Primo de Rivera.

Casó con María de la Gracia López Granados.